# Бога
Бога (фр. Beaugas) насеље је и општина у југозападној Француској у региону Аквитанија, у департману Лот и Гарона која припада префектури Вилнев сир Лот.
По подацима из 2011. године у општини је живело 343 становника, а густина насељености је износила 15,26 становника/km². Општина се простире на површини од 22,48 km². Налази се на средњој надморској висини од 100 метара (максималној 220 m, а минималној 81 m).

## Демографија
| 1962. | 1968. | 1975. | 1982. | 1990. | 1999. | 2011. |
| ----- | ----- | ----- | ----- | ----- | ----- | ----- |
| 322   | 368   | 316   | 347   | 340   | 349   | 343   |

График промене броја становника у току последњих година